# 蟲斑多紀魨
蟲斑多紀鲀，为輻鰭魚綱魨形目四齒魨亞目四齒鲀科的一種。

## 分布
本魚分布于日本海域。

## 特徵
本魚體呈圓筒形，被覆由鱗片特化的細棘；口小。魚體背部深綠色或深褐色，背上覆蓋著許多不規則的白色斑紋； 腹側白色。尾鰭截形，各鰭呈黃色，尾鰭邊緣為黑色。側腹部有一條從口角至尾柄的黃色細條紋貫穿。背鰭軟條12至13枚；臀鰭軟條10至13枚，體長可達15公分。

## 經濟利用
非食用魚，具有河豚毒素